# Cynoglossus
Cynoglossus es un género de lenguas. La mayoría de las especies se distribuyen en la región Indo-Pacífico, pero también puede haber algunas en las partes más cálidas del Atlántico Oriental. Se los encuentra normalmente en aguas superficiales con fondo fangoso o arenoso, incluyendo estuarios y unas pocas especies están restringidas a agua dulce. La especie de mayor tamaño mide 66 cm.

## Especies
Esta es la lista de especies que lo componen:
- Cynoglossus abbreviatus (J. E. Gray, 1834)
- Cynoglossus acaudatus Gilchrist, 1906
- Cynoglossus acutirostris Norman, 1939
- Cynoglossus arel (Bloch & J. G. Schneider, 1801)
- Cynoglossus attenuatus Gilchrist, 1904
- Cynoglossus broadhursti Waite, 1905
- Cynoglossus browni Chabanaud, 1949
- Cynoglossus cadenati Chabanaud, 1947
- Cynoglossus canariensis Steindachner, 1882
- Cynoglossus capensis (Kaup, 1858)
- Cynoglossus carpenteri Alcock, 1889
- Cynoglossus cynoglossus (F. Hamilton, 1822)
- Cynoglossus dispar F. Day, 1877
- Cynoglossus dollfusi (Chabanaud, 1931)
- Cynoglossus dubius F. Day, 1873
- Cynoglossus durbanensis Regan, 1921
- Cynoglossus feldmanni (Bleeker, 1853)
- Cynoglossus gilchristi Regan, 1920
- Cynoglossus gracilis Günther, 1873
- Cynoglossus heterolepis M. C. W. Weber, 1910
- Cynoglossus interruptus Günther, 1880
- Cynoglossus itinus (Snyder, 1909)
- Cynoglossus joyneri Günther, 1878
- Cynoglossus kapuasensis Fowler, 1905
- Cynoglossus kopsii (Bleeker, 1851)
- Cynoglossus lachneri Menon, 1977 (Lachner's tongue sole)
- Cynoglossus lida (Bleeker, 1851)
- Cynoglossus lighti Norman, 1925
- Cynoglossus lineolatus Steindachner, 1867
- Cynoglossus lingua F. Hamilton, 1822
- Cynoglossus maccullochi Norman, 1926
- Cynoglossus macrolepidotus (Bleeker, 1851)
- Cynoglossus macrophthalmus Norman, 1926
- Cynoglossus macrostomus Norman, 1928
- Cynoglossus maculipinnis Rendahl, 1921
- Cynoglossus marleyi Regan, 1921
- Cynoglossus melampetalus (John Richardson, 1846)
- Cynoglossus microlepis (Bleeker, 1851)
- Cynoglossus monodi Chabanaud, 1949
- Cynoglossus monopus (Bleeker, 1849)
- Cynoglossus nigropinnatus Ochiai, 1963
- Cynoglossus ochiaii Yokogawa, Endo & Sakaji, 2008
- Cynoglossus ogilbyi Norman, 1926
- Cynoglossus oligolepis (Bleeker, 1855)
- Cynoglossus pottii Steindachner, 1902
- Cynoglossus puncticeps (J. Richardson, 1846)
- Cynoglossus purpureomaculatus Regan, 1905
- Cynoglossus quadrilineatus (Bleeker, 1851)[2]
- Cynoglossus robustus Günther, 1873
- Cynoglossus roulei H. W. Wu, 1932
- Cynoglossus sealarki Regan, 1908
- Cynoglossus semifasciatus F. Day, 1877
- Cynoglossus semilaevis Günther, 1873
- Cynoglossus senegalensis (Kaup, 1858)
- Cynoglossus sibogae M. C. W. Weber, 1913
- Cynoglossus sinicus H. W. Wu, 1932
- Cynoglossus sinusarabici (Chabanaud, 1931)
- Cynoglossus suyeni Fowler, 1934
- Cynoglossus trigrammus Günther, 1862
- Cynoglossus trulla (Cantor, 1849)
- Cynoglossus waandersii (Bleeker, 1854)
- Cynoglossus zanzibarensis Norman, 1939